# Libnotes (Libnotes) terraereginae
Libnotes (Libnotes) terraereginae is een tweevleugelige uit de familie steltmuggen (Limoniidae). De soort komt voor in het Australaziatisch gebied.